# Amerika

Karta som visar Nord- och Sydamerika, tillsammans benämnda Amerika

Amerika (engelska: the Americas) består av landmassorna mellan Atlanten och Stilla havet på västra halvklotet, namngivna efter den italienske upptäcktsresanden Amerigo Vespucci. Amerika uppfattas vanligen idag som två världsdelar, Nordamerika och Sydamerika. Amerika indelas geografiskt i Nordamerika (med Centralamerika) och Sydamerika. Grönland ingår geografiskt i Nordamerika, men räknas politiskt och kulturellt till Europa. Kulturgeografiskt avgränsas också ofta Latinamerika, då inklusive både Central- och Sydamerika samt Mexiko, och Angloamerika, som är USA och Kanada. Områdets totala landyta är ungefär 42 miljoner kvadratkilometer och är således något mindre än Asiens. 
Ofta används Amerika och amerikansk för enbart landet USA, det vill säga för den politiska (kontinents- och) världsmakten som formellt heter Amerikas förenta stater, vilket medför en förväxlingsrisk med dubbelkontinenten som helhet men är jämförbart med hur andra landsnamn förkortas i dagligt tal (exempelvis Mexiko, vars fullständiga namn översatt till svenska är Mexikos förenta stater). På engelska, portugisiska och spanska kommer man ofta runt problemet genom att de två världsdelarna kallas the Americas respektive las Américas ("[de två] Amerikorna", ett uttryck som dock aldrig har etablerats på svenska).

## Namnet
Amerika namngavs efter Amerigo Vespucci, som var den första som insåg att Amerika var en kontinent som nyligen kommit till kännedom för européer, som inte var Östindien. Namnet används 1507 för första gången i en världskarta som skapades av den tyske geografen Martin Waldseemüller och beskriver där Sydamerika. 1511 omnämnes det i ett engelskt skådespel och 1516 används det av Leonardo da Vinci på hans världskarta och vann alltså snabb utbredning. Spanjorerna brukade i början ha andra namn. De kallade landet för "Den nya världen" eller las Indias occidentales (västra Indien). För Sydamerika behöll de under hela 1500-talet namnen Peruana och Brasilia. Först på 1600-talet blev namnet Amerika allmänt antaget.

## Historia
- se Amerikas historia